# 유우 6 카가와
유우 6 카가와(ゆう6かがわ,ゆうろくかがわ)는 NHK 다카마쓰 방송국에서 방송되고 있는 저녁 로컬 뉴스이며 정보 프로그램이다.2010년 3월 29일 첫방송해 지금까지도 방송되고 있고 퇴근 시간 가가와현 지역의 소식을 전해주고 있다.

## 방송 시간
- 매주 월 ~ 금 저녁 6시 10분 ~ 7시(50분) NHK 종합 텔레비전 방송